# Fotbalová reprezentace Spojených států amerických do 20 let
Americká fotbalová reprezentace do 20 let reprezentuje  Spojené státy americké na mezinárodních turnajích, jako je Mistrovství světa ve fotbale hráčů do 20 let.

## Mistrovství světa
| Rok    | Účast                                            | Soupisky |
| ------ | ------------------------------------------------ | -------- |
| 1977   | nekvalifikovali se                               |          |
| 1979   | nekvalifikovali se                               |          |
| 1981   | nepostoupili ze skupiny                          |          |
| 1983   | nepostoupili ze skupiny                          |          |
| 1985   | nekvalifikovali se                               |          |
| 1987   | nepostoupili ze skupiny                          |          |
| 1989   | Prohra v zápase o bronz s Brazílií               |          |
| 1991   | nekvalifikovali se                               |          |
| 1993   | Vyřazení ve čtvrtfinále Brazílií                 |          |
| 1995   | nekvalifikovali se                               |          |
| 1997   | Vyřazení v osmifinále Uruguayí                   |          |
| 1999   | Vyřazení v osmifinále Španělskem                 |          |
| 2001   | Vyřazení v osmifinále Egyptem                    |          |
| 2003   | Vyřazení ve čtvrtfinále Argentinou               |          |
| 2005   | Vyřazení v osmifinále Itálií                     |          |
| 2007   | Vyřazení ve čtvrtfinále Rakouskem                |          |
| 2009   | nepostoupili ze skupiny                          |          |
| 2011   | nekvalifikovali se                               |          |
| 2013   | nepostoupili ze skupiny                          |          |
| 2015   | Vyřazení ve čtvrtfinále Srbskem                  |          |
| 2017   |                                                  |          |
| 2019   |                                                  |          |
| 2021   |                                                  |          |
| Celkem | účast – 14× zlato – 0×, stříbro – 0×, bronz – 0× |          |